# برت دوفیلد
برت دوفیلد (انگلیسی: Bert Duffield; ۳ مارس ۱۸۹۴ – ۲۷ سپتامبر ۱۹۸۱) بازیکن فوتبال اهل بریتانیا بود.
از باشگاه‌هایی که در آن بازی کرده‌است می‌توان به باشگاه فوتبال لیدز یونایتد اشاره کرد.